# Eternal Lord
Eternal Lord (з англ. Вічний Пан) — британський дезкор гурт, створений 2005 року. Проіснував до 6 січня 2009.

## Історія
Створена з колишніх учасників The Hunt for Ida Wave і Burning Skies група Eternal Lord в червні 2006 випустила в світ свій перший однойменний міні-альбом через британський незалежний лейбл Thirty Days of Night Records. Слідом, 14 листопада було опубліковано спільний з Azriel міні-альбом. Одразу після цього, бажаючи здійснити свою мрію — стати тату-майстром, гурт покинув вокаліст Сем Рікетс(англ. Sam Ricketts). На заміну було знайдено Івана Фереру(англ. Ivan Ferreira) з гурту The Hurt Process та оскільки той не міг приєднатися на завжди, на місце вокаліста у 2007 і аж до розпаду групи прийшов Ед Бучер(англ. Ed Butcher), засновник The Hunt for Ida Wave і I Killed The Prom Queen. Після туру по Австралії і Європі 17 березня 2008 року в Англії група опублікувала дебютний альбом "Blessed Be This Nightmare" через Golf records і 18 березня в США через Ferret Music. Цей альбом трохи відійшов від дез-металу і включав в себе певні елементи треш-металу і металкору. Група була розповсюджена як металкор, проте фани все ще вважали її дезкором. Наприкінці травня 2008 року якраз перед американським туром з The Acacia Strain, All Shall Perish і Since The Flood з групи вийшов ударник Стюарт Маккай(англ. Stuart Mckay), в липні 2008 Едді Сровер(англ. Eddy Thrower) був анонсований як новий барабанщик. Проте щось пішло не так і Еда Бучера вигнали наприкінці 2008 року і слідом за ним вийшов басист Нік Гарднер(англ. Nick Gardner). Врешті-решт група розпалась 6 січня, 2009 року.

## Учасники
| Останній склад - Ед Бучер - вокал (2007-2008) - Кріс Грегорі — гітара (2005-2009) - Шон Зеребецкі — гітара (2005-2009) - Нік Гарднер — бас-гітара (2007-2009) - Едді Сровер — ударні (2008-2009) | Колишні учасники - Сем Аткін — бас-гітара (2005-2007) - Стю Маккай — ударні (2005-2008) - Сем Рікетс — вокал (2005-2006) - Іван Ферера — вокал (2006) |

## Дискографія
Альбоми
- Blessed Be This Nightmare (Golf Records, 2008)

Міні-альбоми
- Eternal Lord (Thirty Days of Night, 2006))
- Azriel/Eternal Lord Спільний з Azriel міні-альбом (Thirty Days of Night, 2006)